# Manchester Open
Manchester Open Anteriormente conocida como los Northern Lawn Tennis Championships, los Northern Championships, el Northern Tennis Tournament y el Manchester Trophy, fue un torneo de tenis sobre césped del ATP Tour celebrado en el Northern Lawn Tennis Club, en el suburbio de Didsbury en Manchester, Gran Bretaña. El torneo se celebró anualmente desde 1880 hasta 2009.
Antes de la creación de la Federación Internacional de Tenis sobre Césped y el establecimiento de sus eventos de campeonato mundial en 1913, era considerado por jugadores e historiadores como uno de los cuatro torneos de tenis más importantes para ganar. Los otros eran Wimbledon, el campeonato nacional de Estados Unidos y el Abierto de Irlanda. Entre 1970 y 1989, fue parte del circuito de Grand Prix Tennis Circuit masculino.

## Historia
La primera edición en julio de 1880 se celebró en el Broughton Cricket Club, mientras que el Kersal Cricket Ground acogió el evento de 1881. La edición de 1882 fue la primera en celebrarse en Liverpool e incluyó la adición del evento individual femenino, ganado por May Langrishe, así como los eventos de dobles femeninos y mixtos. Antes de la creación de la Federación Internacional de Tenis sobre Césped y el establecimiento de sus eventos de campeonato mundial en 1913, era considerado por jugadores e historiadores como uno de los cuatro torneos de tenis más importantes para ganar, junto con Wimbledon, el campeonato nacional de Estados Unidos y el campeonato de Irlanda. Desde su inicio hasta 1927, la ubicación del torneo alternó entre Manchester y Liverpool. Entre 1970 y 1989, fue parte del circuito de tenis Grand Prix masculino, conocido a lo largo de los años 80 como los Greater Manchester Grass Court Tennis Championships. En 1990 se convirtió en un evento del ATP Tour como parte de la Serie Internacional de ATP hasta 1994. En 1995, el torneo se trasladó a Nottingham y continuó como un evento de la Serie Mundial de ATP. El actual Manchester Trophy Challenger es parte del ATP Challenger Tour; a lo largo de su historia, el evento ha sido ganado por varios campeones de Wimbledon, como Pete Sampras, quien ganó su primer título sobre césped allí. El torneo terminó en 2009.

### Individual masculino
| Campeonato del Norte                                |                                                         |                                                         |                                                         |
| Año                                                 | Campeones                                               | Finalistas                                              | Resultado                                               |
| 1880                                                | Richard T. Richardson                                   | Walter E. Fairlie                                       | 6–0, 6–3, 6–0                                           |
| 1881                                                | Richard T. Richardson (2)                               | John Comber                                             | 6–1, 6–1, 6–0                                           |
| 1882                                                | Richard T. Richardson (3)                               | Ernest Renshaw                                          | 6–1, 3–6, 5–7, 6–4, 11–9                                |
| 1883                                                | Herbert Wilberforce                                     | Champion Russell                                        | 6–1, 3–6, 6–1, 6–0                                      |
| 1884                                                | Donald C. Stewart                                       | Herbert Wilberforce                                     | 5–7, 6–4, 6–4, 6–0                                      |
| 1885                                                | James Dwight                                            | Donald C. Stewart                                       | 6–2, 6–4, 6–4                                           |
| 1886                                                | Harry Grove                                             | James Dwight                                            | 6–4, 6–3, 6–1                                           |
| 1887                                                | Harry Grove (2)                                         | Grainger Chaytor                                        | 4–6, 6–2, 8–10, 6–4, 6–2                                |
| 1888                                                | Willoughby Hamilton                                     | Harry Grove                                             | 6–1, 8–6, 6–1                                           |
| 1889                                                | Willoughby Hamilton (2)                                 | Harold Mahony                                           | 6–3, 3–6, 6–1, 6–2                                      |
| 1890                                                | Joshua Pim                                              | Willoughby Hamilton                                     | 2–6, 6–8, 7–5, 7–5, 6–3                                 |
| 1891                                                | Joshua Pim (2)                                          | Wilfred Baddeley                                        | 4–6, 8–6, 6–4, 7–5                                      |
| 1892                                                | Joshua Pim (3)                                          | Harry S. Barlow                                         | 4–6, 6–1, 6–4, 6–4                                      |
| 1893                                                | Joshua Pim (4)                                          | Harold Mahony                                           | 4–6, 6–3, 7–5, 6–2                                      |
| 1894                                                | Wilfred Baddeley                                        | Joshua Pim                                              | 4–6, 11–9, 4–6, 6–3, 6–4                                |
| 1895                                                | Wilfred Baddeley (2)                                    | Herbert Baddeley                                        | 6–8, 6–2, 6–4, 1–0 ret.                                 |
| 1896                                                | Wilfred Baddeley (3)                                    | Harold Mahony                                           | 6–1, 10–12, 7–5, 6–4                                    |
| 1897                                                | Wilfred Baddeley (4)                                    | Reginald Doherty                                        | 6–2, 7–5, 2–6, 6–0                                      |
| 1898                                                | Laurence Doherty                                        | Clarence Hobart                                         | 6–1, 6–1, 8–6                                           |
| 1899                                                | Sydney H. Smith                                         | Wilberforce Eaves                                       | 7–9, 6–3, 6–3, 8–6                                      |
| 1900                                                | Sydney H. Smith (2)                                     | Roy Allen                                               | 6–3, 6–8, 6–4, 4–6, 6–2                                 |
| 1901                                                | Sydney H. Smith (3)                                     | Wilberforce Eaves                                       | 10–12, 7–5, 6–2, 6–4                                    |
| 1902                                                | Sydney H. Smith (4)                                     | Harold Mahony                                           | 7–5, 7–5, 3–6, 10–8                                     |
| 1903                                                | Sydney H. Smith (5)                                     | Xenophon Casdagli                                       | 6–1, 6–3, 6–2                                           |
| 1904                                                | Sydney H. Smith (6)                                     | Frank Riseley                                           | 6–2, 7–9, 2–6, 6–2, 6–2                                 |
| 1905                                                | Sydney H. Smith (7)                                     | Frank Riseley                                           | walkover                                                |
| 1906                                                | Frank Riseley                                           | Sydney H. Smith                                         | 4–6, 7–5, 6–1, 6–3                                      |
| 1907                                                | Norman Brookes                                          | Xenophon Casdagli                                       | 6–0, 6–2                                                |
| 1908                                                | Arthur W. Gore                                          | James Cecil Parke                                       | 6–3, 4–6, 6–1, 6–8, 6–4                                 |
| 1909                                                | Robert Powell                                           | Theodore Mavrogordato                                   | 6–4, 6–1, 6–4                                           |
| 1910                                                | Beals Wright                                            | James Cecil Parke                                       | título dividido                                         |
| 1911                                                | James Cecil Parke                                       | Stanley N. Doust                                        | 7–5, 5–7, 6–1, 6–2                                      |
| 1912                                                | James Cecil Parke (2)                                   | Robert Powell                                           | 6–2, 7–5, 3–6, 6–3                                      |
| 1913                                                | George M. Church                                        | Beals Wright                                            | 6–4, 2–6, 2–6, 6–2, 7–5                                 |
| 1914                                                | Clarence J. Griffin                                     | Herbert Roper Barrett                                   | 6–3, 6–2, 6–2                                           |
| 1915 1918                                           | No celebrado (debido a la Primera Guerra Mundial)       | No celebrado (debido a la Primera Guerra Mundial)       | No celebrado (debido a la Primera Guerra Mundial)       |
| 1919                                                | James Cecil Parke (4)                                   | George Dodd                                             | 0–6, 6–3, 9–7, 6–0                                      |
| 1920                                                | Theodore Mavrogordato (2)                               | Randolph Lycett                                         | 8–6, 6–2, 5–7, 3–0 ret.                                 |
| 1921                                                | Randolph Lycett                                         | Theodore Mavrogordato                                   | 8–6, 2–6, 6–4, 1–6, 6–4                                 |
| 1922                                                | Hassan Ali Fyzee                                        | Louis Meldon                                            | 9–7, 6–4, 11–9                                          |
| 1923                                                | John D. P. Wheatley                                     | Maxwell Woosnam                                         | 6–3, 4–6, 9–7, 9–11, 6-2                                |
| 1924                                                | Samuel Ernest Charlton                                  | William G. Ireland                                      | 10–8, 6–4, 4–6, 7–5                                     |
| 1925                                                | Norman Dicks                                            | Gerald R. Sherwell                                      | 6–1, 7–5, 2–6, 6–3                                      |
| 1926                                                | Maxwell Woosnam                                         | Douglas Hodges                                          | 7–9, 6–2, 6–2, 8–6                                      |
| 1927                                                | D'Arcy McCrea                                           | Douglas Hodges                                          | 4–6, 4–6, 6–2, 6–2, 7-5                                 |
| 1928                                                | John Olliff                                             | D'Arcy McCrea                                           | 6–2, 3–6, 6–4, 6–4                                      |
| 1929                                                | John Olliff (2)                                         | Charles Kingsley                                        | 2–6, 6–3, 6–4, 2–6, 14–12                               |
| 1930                                                | Bunny Austin                                            | John Olliff                                             | 8–6, 6–2, 6–4                                           |
| 1931                                                | John Olliff (3)                                         | Nigel Sharpe                                            | 6–3, 3–6, 7–9, 6–3 ret.                                 |
| 1932                                                | Eskell D. Andrews                                       | Martin Wedd                                             | 6–2, 6–3                                                |
| 1933                                                | Herby Aldred                                            | J. Gilbert Hall                                         | 3–6, 6–2, 6–1                                           |
| 1934                                                | George Lyttleton–Rogers                                 | Camille Malfroy                                         | 6–4, 4–6, 6–4                                           |
| 1935                                                | Jiro Yamagishi                                          | George Lyttleton–Rogers                                 | 6–3, 8–6                                                |
| 1936                                                | Charles Hare                                            | David N. Jones                                          | 6–4, 5–7, 6–4                                           |
| 1937                                                | George Lyttleton–Rogers (2)                             | Norman Farquharson                                      | 6–4, 2–6, 6–4                                           |
| 1938                                                | Jack Piercy                                             | Clifford J. Hovell                                      | 6–4, 10–8                                               |
| 1939                                                | Eric J. Filby                                           | R. E. Burton                                            | 6–3, 6–4                                                |
| 1940/1945                                           | No se llevó a cabo (debido a la Segunda Guerra Mundial) | No se llevó a cabo (debido a la Segunda Guerra Mundial) | No se llevó a cabo (debido a la Segunda Guerra Mundial) |
| 1946                                                | Jack Harper                                             | Derrick Barton                                          | 6–4, 6–1                                                |
| 1947                                                | William Sidwell                                         | Torsten Johansson                                       | 6–2, 6–3                                                |
| 1948                                                | John Bromwich                                           | Eric Sturgess                                           | 2–6, 6–2, 8–6                                           |
| 1949                                                | Tony Mottram                                            | Naresh Kumar                                            | 6–2, 6–2                                                |
| 1950                                                | Geoffrey Brown                                          | Sumant Misra                                            | 6–0, 6–2                                                |
| 1951                                                | Gardnar Mulloy                                          | Don Candy                                               | 6–4, 6–2                                                |
| 1952                                                | Frank Sedgman                                           | Don Candy                                               | 6–2, 4–6, 6–3, 6–2                                      |
| 1953                                                | Mervyn Rose                                             | Clive Wilderspin                                        | 4–6, 6–3, 6–0                                           |
| 1954                                                | Ken Rosewall                                            | Rex Hartwig                                             | 6–2, 6–1                                                |
| 1955                                                | Hugh Stewart                                            | Roger Becker                                            | 6–4, 3–6, 6–1                                           |
| 1956                                                | Jaroslav Drobný                                         | Lew Hoad                                                | 2–6, 6–3, 7–5                                           |
| 1957                                                | Lew Hoad                                                | Ramanathan Krishnan                                     | 6–2, 6–1                                                |
| 1958                                                | Ramanathan Krishnan                                     | Naresh Kumar                                            | 5–7, 6–3, 6-2                                           |
| 1959                                                | Kurt Nielsen                                            | Torben Ulrich                                           | 4–6, 6–3, 6–4                                           |
| 1960                                                | Mark Otway                                              | Martin Mulligan                                         | 3–6, 6–2, 7–5                                           |
| 1961                                                | Mike Sangster                                           | Luis Ayala                                              | partido suspendido                                      |
| 1962                                                | Mike Sangster (2)                                       | Billy Knight                                            | 10–12, 6–3, 6–4                                         |
| 1963                                                | Mike Sangster (3)                                       | Tony Roche                                              | 19–17, 6–4                                              |
| 1964                                                | suspendido                                              | suspendido                                              | suspendido                                              |
| 1965                                                | Tom Okker                                               | Roger Taylor                                            | 7–5, 6–3                                                |
| 1966                                                | John E. Barrett                                         | Lew Gerrard                                             | 6–3, 6–3                                                |
| 1967                                                | Owen Davidson                                           | Ray Ruffels                                             | 6–1, 6–8, 6–4                                           |
| Era abierta                                         |                                                         |                                                         |                                                         |
| Rothmans Northern Championships                     |                                                         |                                                         |                                                         |
| 1968                                                | Ken Fletcher                                            | Luis Ayala                                              | 6–3, 6–2                                                |
| 1969                                                | Clark Graebner                                          | Graham Stilwell                                         | 9–7, 3–6, 6–4                                           |
| 1970                                                | Robert Lutz                                             | Tom Gorman                                              | 6–2, 9–7                                                |
| Bio-Strath Northern Championships                   |                                                         |                                                         |                                                         |
| 1971                                                | Colin Dibley                                            | Bob Hewitt                                              | 6–1, 6–4                                                |
| Rothmans Northern Championships                     |                                                         |                                                         |                                                         |
| 1972                                                | Thomaz Koch                                             | Colin Dibley                                            | 6–2, 5–7, 6–4                                           |
| 1973                                                | Sherwood Stewart                                        | Richard Crealy                                          | 6–3, 6-4                                                |
| 1974                                                | Jimmy Connors                                           | Mike Collins                                            | 13–11, 6–2                                              |
| 1975                                                | No se llevó a cabo                                      | No se llevó a cabo                                      | No se llevó a cabo                                      |
| 1976                                                | Roscoe Tanner                                           | Paul McNamee                                            | 6–3, 7–9, 12–10                                         |
| 1977                                                | Billy Martin                                            | Saeed Meer                                              | 6–2, 6–1                                                |
| 1978                                                | Billy Martin (2)                                        | Chris Bradnam                                           | 9–8, 7-5                                                |
| 1979                                                | Colin Dibley                                            | Mark Cox                                                | 6–4, 6–4                                                |
| Campeonato de Tenis en Césped de Greater Manchester |                                                         |                                                         |                                                         |
| 1980                                                | Roscoe Tanner (2)                                       | Stan Smith                                              | 6–3, 6–4                                                |
| 1981                                                | Phil Dent                                               | Brad Drewett                                            | 7–5, 6-1                                                |
| 1982                                                | John McEnroe                                            | Russell Simpson                                         | 6–3, 6–7, 10–8                                          |
| 1983                                                | Tim Mayotte                                             | Pat DuPré                                               | 3–6, 6–4, 6-4                                           |
| 1984                                                | Jeremy Bates                                            | Jeff Turpin                                             | 6–4, 8-6                                                |
| 1985                                                | Jeremy Bates (2)                                        | Dan Cassidy                                             | 6–4, 6-2                                                |
| 1986                                                | Glenn Michibata                                         |                                                         |                                                         |
| 1987                                                | Stefan Edberg                                           | Kevin Curren                                            | 6–3, 6–4                                                |
| 1988                                                | Stefan Edberg (2)                                       | Kevin Curren                                            | 6–3, 6–4                                                |
| 1989                                                | Patrick Baur                                            | Andrew Castle                                           | 6–4, 6–7, 7–5                                           |
| Abierto de Manchester                               |                                                         |                                                         |                                                         |
| 1990                                                | Pete Sampras                                            | Gilad Bloom                                             | 7–6, 7–6                                                |
| 1991                                                | Goran Ivanišević                                        | Pete Sampras                                            | 6–4, 6–4                                                |
| 1992                                                | Jacco Eltingh                                           | MaliVai Washington                                      | 6–3, 6–4                                                |
| 1993                                                | Jason Stoltenberg                                       | Wally Masur                                             | 6–1, 6–3                                                |
| 1994                                                | Patrick Rafter                                          | Wayne Ferreira                                          | 7–6(7–5), 7–6(7–4)                                      |
| ver Aegon Manchester Trophy                         |                                                         |                                                         |                                                         |

### Dobles masculinos
| Año                         | Campeones                          | Subcampeones                  | Resultado     |
| --------------------------- | ---------------------------------- | ----------------------------- | ------------- |
| 1990                        | Mark Kratzmann Jason Stoltenberg   | Nick Brown Kelly Jones        | 6–3, 2–6, 6–4 |
| 1991                        | Omar Camporese Goran Ivanišević    | Nick Brown Andrew Castle      | 6–4, 6–3      |
| 1992                        | Patrick Galbraith David Macpherson | Jeremy Bates Laurie Warder    | 4–6, 6–3, 6–2 |
| 1993                        | Ken Flach Rick Leach               | Stefan Kruger Glenn Michibata | 6–4, 6–1      |
| 1994                        | Rick Leach Danie Visser            | Scott Davis Trevor Kronemann  | 6–4, 4–6, 7–6 |
| ver Aegon Manchester Trophy |                                    |                               |               |

### Individuales femeninos
| Campeonatos del Norte |                                                                                             |                                                          |                                                          |
| Año                   | Campeonas                                                                                   | Subcampeonas                                             | Resultado                                                |
| 1882                  | May Langrishe                                                                               | Constance Langley Smith                                  | 6-3, 8-6                                                 |
| 1883                  | Edith Coleridge                                                                             | Miss Eckersley                                           | 7-5, 6-2                                                 |
| 1884                  | Edith Davies                                                                                | Margaret Bracewell                                       | 2-6, 6-4, 6-0                                            |
| 1885                  | Maud Watson                                                                                 | Edith Davies                                             | 6-3, 6-3                                                 |
| 1886                  | Maud Watson (2)                                                                             | Lottie Dod                                               | 7-5, 6-3                                                 |
| 1887                  | Lottie Dod                                                                                  | Maud Watson                                              | 6-1, 6-2                                                 |
| 1888                  | Lottie Dod (2)                                                                              | Blanche Bingley Hillyard                                 | 6-3, 9-7                                                 |
| 1889                  | Lottie Dod (3)                                                                              | Blanche Bingley Hillyard                                 | 6-8, 6–3, 6-3                                            |
| 1890                  | Mary Steedman                                                                               | Beatrice Wood                                            | 6-2, 6-0                                                 |
| 1891                  | Florence Stanuell                                                                           | Beatrice Wood                                            | 6-3, 2–6, 6-4                                            |
| 1892                  | Lottie Dod (4)                                                                              | Louisa Martin                                            | 6-1, 6-0                                                 |
| 1893                  | Lottie Dod (5)                                                                              | Blanche Bingley Hillyard                                 | 6-3, 3–6, 7-5                                            |
| 1894                  | Blanche Bingley Hillyard                                                                    | Beatrice Wood Draffen                                    | 7-5, 5–7, 6-3                                            |
| 1895                  | Louisa Martin                                                                               | Helen Jackson                                            | 7-5, 6-3                                                 |
| 1896                  | Louisa Martin (2)                                                                           | Blanche Bingley Hillyard                                 | 6–2, 7-5                                                 |
| 1897                  | Charlotte Cooper                                                                            | Louisa Martin                                            | 3-6, 6–3, 6-4                                            |
| 1898                  | Louisa Martin (3)                                                                           | Charlotte Cooper                                         | 10-8, 6-4                                                |
| 1899                  | Louisa Martin (4)                                                                           | Ruth Dyas Durlacher                                      | 6-8, 6–2, 6-2                                            |
| 1900                  | Blanche Bingley Hillyard (2)                                                                | Louisa Martin                                            | 2-6, 8–6, 6-4                                            |
| 1901                  | Louisa Martin (5)                                                                           | Blanche Bingley Hillyard                                 | 6-3, 4–6, 6-3                                            |
| 1902                  | Louisa Martin (6)                                                                           | Muriel Robb                                              | 6-8, 7–5, 6-1                                            |
| 1903                  | Louisa Martin (7)                                                                           | Dorothea Douglass                                        | 4-6, 7–5, 6-4                                            |
| 1904                  | Dorothea Douglass                                                                           | Ethel Thomson                                            | 6-1, 6-2                                                 |
| 1905                  | May Sutton                                                                                  | Hilda Lane                                               | 7-5, 8-6                                                 |
| 1906                  | Dorothea Douglass (2)                                                                       | May Sutton                                               | 7-5, 6-2                                                 |
| 1907                  | Charlotte Cooper Sterry (2)                                                                 | May Sutton                                               | 7-5, 6-0                                                 |
| 1908                  | Edith Boucher                                                                               | Charlotte Cooper Sterry                                  | 7-5, 6-2                                                 |
| 1909                  | Edith Johnson                                                                               | Maude Garfit                                             | 6-3, 9–11, 6-0                                           |
| 1910                  | Edith Johnson (2)                                                                           | Maude Garfit                                             | 3-6, 6–4, 6-0                                            |
| 1911                  | Dorothea Douglass Chambers (3)                                                              | Mabel Squire Parton                                      | 6-2, 6-2                                                 |
| 1912                  | Ethel Thomson Larcombe                                                                      | Mabel Squire Parton                                      | 6-4, 6-1                                                 |
| 1913                  | Ethel Thomson Larcombe (2)                                                                  | Dorothea Douglass Chambers                               | 6-2, 6-4                                                 |
| 1914                  | Dorothea Douglass Chambers (4)                                                              | Agnes Morton                                             | 6-1, 6-2                                                 |
| 1915/1918             | No se llevó a cabo (debido a la Primera Guerra Mundial)                                     | No se llevó a cabo (debido a la Primera Guerra Mundial)  | No se llevó a cabo (debido a la Primera Guerra Mundial)  |
| 1919                  | Dorothea Douglass Chambers (5)                                                              | Ethel Thomson Larcombe                                   | 7-5 6-3                                                  |
| 1920                  | Elizabeth Ryan                                                                              | Aurea Farrington Edgington                               | 6-1, 6-3                                                 |
| 1921                  | Elizabeth Ryan (2)                                                                          | Kitty Mckane                                             | 7-5, 6-4                                                 |
| 1922                  | Elizabeth Ryan (3)                                                                          | Kitty Mckane                                             | 6-2, 8-6                                                 |
| 1923                  | Elizabeth Ryan (4)                                                                          | Dorothy Holman                                           | 6-3, 6-3                                                 |
| 1924                  | Mary Holmes                                                                                 | Claire Beckingham                                        | 6-0, 0–6, 6-3                                            |
| 1925                  | Elizabeth Ryan (4)                                                                          | Joan Reid-Thomas                                         | 6-4, 6-3                                                 |
| 1926                  | Claire Beckingham                                                                           | Elsie Goldsack                                           | 6-1, 6-1                                                 |
| 1927                  | Claire Beckingham (2)                                                                       | Elsie Goldsack                                           | 6-2, 8-6                                                 |
| 1928                  | Claire Beckingham (3)                                                                       | Dorothy Shaw                                             | 8-6, 6-3                                                 |
| 1928                  | Gwen Sterry                                                                                 | Sylvia Lumley-Ellis                                      | 6-4, 6-2                                                 |
|                       | Desde 1929 hasta 1939 se llevaron a cabo 2 eventos femeninos en * Manchester & ** Liverpool |                                                          |                                                          |
| 1929*                 | Joan Fry                                                                                    | Gwen Sterry                                              | 6-1, 4–6, 6-4                                            |
| 1929**                | Winifred Bower                                                                              | Joan Reid-Thomas Strawson                                | 6-1, 3–6, 6-1                                            |
| 1930*                 | Evelyn Goldsworth                                                                           | Nichola Hunt                                             | 7-5, 6-2                                                 |
| 1930**                | Joan Reid-Thomas Strawson                                                                   | Dorothy Anderson                                         | 4-6, 6–4, 6-4                                            |
| 1931*                 | Evelyn Goldsworth (2)                                                                       | Ena Alexandroff                                          | 8-10 6-4 6-3                                             |
| 1931**                | Ena Alexandroff                                                                             | Joan Ingram                                              | título compartido                                        |
| 1932*                 | Joan Ingram                                                                                 | Manon Hargreaves                                         | 11-9, 6-1                                                |
| 1932**                | Christabel Hardie Wheatcroft                                                                | Sarah Eccles                                             | 6-3, 6-3                                                 |
| 1933                  | El evento de Liverpool no se llevó a cabo                                                   | El evento de Liverpool no se llevó a cabo                | El evento de Liverpool no se llevó a cabo                |
| 1933*                 | Evelyn Goldsworth (3)                                                                       | Jackie McAlpine                                          | 7-5 6-1                                                  |
| 1934*                 | Jean Saunders                                                                               | Doris Bullock                                            | 6-0, 6-2                                                 |
| 1934**                | Hilde Krahwinkel Sperling                                                                   | Joan Hartigan                                            | 7-5, 8-6                                                 |
| 1935*                 | Mary Hardwick                                                                               | Dora Beazley                                             | 6-0, 6-2                                                 |
| 1935**                | Mary Whitmarsh                                                                              | Barbara Drew                                             | 9-11, 6–4, 6-2                                           |
| 1936*                 | Patience Thomson                                                                            | Dora Beazley                                             | 6-0, 6-2                                                 |
| 1936**                | Anita Lizana                                                                                | Nancy Kidson Fontes                                      | 6-1, 6-0                                                 |
| 1937*                 | Dora Beazley                                                                                | Pamela Morison                                           | 2-6, 6–2, 7-5                                            |
| 1937**                | Anita Lizana (2)                                                                            | Joan Reid-Thomas Strawson                                | 6-0, 6-4                                                 |
| 1938*                 | Peggy Saunders Michell                                                                      | Dora Beazley                                             | 6-1, 5–7, 7-5                                            |
| 1938**                | Hilde Krahwinkel Sperling (2)                                                               | Joan Reid-Thomas Strawson                                | 6-0, 6-4                                                 |
| 1939                  | Evento de Liverpool no realizado                                                            | Evento de Liverpool no realizado                         | Evento de Liverpool no realizado                         |
| 1939*                 | Gem Hoahing                                                                                 | Patience Thomson                                         | título compartido                                        |
| 1940/1945             | No se llevó a cabo (debido a la Segunda Guerra Mundial)                                     | No se llevó a cabo (debido a la Segunda Guerra Mundial)  | No se llevó a cabo (debido a la Segunda Guerra Mundial)  |
| 1946                  | Margaret Osborne                                                                            | Louise Brough                                            | 6-1, 6-3                                                 |
| 1947                  | Jean Nicoll Bostock                                                                         | Betty Clements Hilton                                    | 11-9, 6-2                                                |
| 1948                  | Betty Clements Hilton                                                                       | Jean Nicoll Bostock                                      | 6-3, 8-6                                                 |
| 1949                  | Pat Canning Todd                                                                            | Lesley Hunter Fulton                                     | 6-3 6-2                                                  |
| 1950                  | Shirley Fry                                                                                 | Gladys Southwell Lines                                   | 6-2, 6-3                                                 |
| 1951                  | Doris Hart                                                                                  | Beverly Baker                                            | 8-6, 6-3                                                 |
| 1952                  | Maureen Connolly                                                                            | Jean Quertier Rinkel                                     | 6-3, 6-1                                                 |
| 1953                  | Doris Hart (2)                                                                              | Helen Fletcher                                           | 5-7, 6–1, 7-5                                            |
| 1954                  | Maureen Connolly (2)                                                                        | Louise Brough                                            | 6-3, 6-2                                                 |
| 1955                  | Doris Hart (3)                                                                              | Louise Brough                                            | 9-11, 6–2, 6-2                                           |
| 1956                  | Althea Gibson                                                                               | Louise Brough                                            | 2-6, 6–4, 6-4                                            |
| 1957                  | Althea Gibson (2)                                                                           | Anne Shilcock                                            | 6-3, 6-4                                                 |
| 1958                  | Althea Gibson (3)                                                                           | Maria Bueno                                              | 6-1, 8-6                                                 |
| 1959                  | Sally Moore                                                                                 | Rosie Reyes                                              | 6-2, 2–6, 6-3                                            |
| 1960                  | Darlene Hard                                                                                | Rita Bentley                                             | 6-3 6-3                                                  |
| 1961                  | Sandra Reynolds                                                                             | Lesley Turner                                            | 6-4 6-3                                                  |
| 1962                  | Darlene Hard (2)                                                                            | Judy Tegart                                              | 6-3, 6-2                                                 |
| 1963                  | Jan Lehane                                                                                  | Darlene Hard                                             | 6-4, 8–10, 6-4                                           |
| 1964                  | Abandonado en la etapa de semifinales debido a la lluvia                                    | Abandonado en la etapa de semifinales debido a la lluvia | Abandonado en la etapa de semifinales debido a la lluvia |
| 1965                  | Margaret Smith                                                                              | Maria Bueno                                              | 6-1, 7-5                                                 |
| 1966                  | Billie Jean Moffitt King                                                                    | Winnie Shaw                                              | 6-2, 6-1                                                 |
| 1967                  | Maria Bueno                                                                                 | Karen Krantzcke                                          | 6-4, 6-3                                                 |
| Era Abierta           |                                                                                             |                                                          |                                                          |